# Miguel Zacarías
Miguel Zacarías (19 maart 1905 - 20 april 2006) was een Mexicaans regisseur.

## Levensloop en carrière
Zacarías begon zijn carrière in 1933. Zijn bekendste films zijn Rosario (1935) (waarbij hij samenwerkte met Pedro Armendáriz) en Juano Gallo (1961) (waarbij hij samenwerkte met María Félix). Met Juano Gallo won hij een prijs op het Internationaal filmfestival van Moskou.
Zacarías overleed in 2006 op 101-jarige leeftijd.

## Filmografie

### Producer
- Demonoid, Messenger of Death (1981)
- I Escaped from Devil's Island (1973)
- Ahí viene Martín Corona (1952)
- Escuela de música (1955)
- Peñón de las Ánimas, El (1943)
- Cuidado con el amor (1954)
- Capulina contra los vampiros (1971)
- El pecado de Adán y Eva (1969)
- Espérame en Siberia, vida mía (1971)
- Dolor de pagar la renta, El (1960)
- Marquesa del barrio, La (1951)
- Odalisca No. 13, La (1958)
- Ven a cantar conmigo (1967)
- Rebelde sin casa (1960)
- Tres lecciones de amor (1959)
- Loca, La (1952)

### Director
- Rosario (1935)
- Ahí viene Martín Corona (1952)
- Ansiedad (1953)
- Escuela de música (1955)
- The Rock of Souls (1942)
- Cuidado con el amor (1954)
- Enamorado, El (1952)
- Necesito dinero (1952)
- Juana Gallo (1961)
- Pecado de Adán y Eva, El (1967)
- Si me han de matar mañana (1947)
- Marquesa del barrio, La (1951)
- Carta de amor, Una (1943)
- Loca, La (1952)
- Me he de comer esa tuna (1945)
- Jesús, el niño Dios (1970)
- Jesús, María y José (1970)
- Jesús, nuestro Señor (1969)

### Schrijver
- Ansiedad (1953)
- Escuela de música (1955)
- Peñón de las Ánimas, El (1943)
- Cuidado con el amor (1954)
- Enamorado, El (1952)
- Necesito dinero (1952)
- Juana Gallo (1961)
- Pecado de Adán y Eva, El (1969)
- Si me han de matar mañana (1947)
- Marquesa del barrio, La (1951)
- Loca, La (1952)
- Me he de comer esa tuna (1945)
- Carta de amor, Una (1943)
- Jesús, el niño Dios (1970)

- Biblioteca Nacional de España: XX1482867
- Bibliothèque nationale de France: cb14705152n (data)
- Gemeinsame Normdatei: 1068636491
- International Standard Name Identifier: 0000 0001 2123 5149
- Library of Congress Control Number: nr2001021071
- Système universitaire de documentation: 131517848
- Virtual International Authority File: 22069592
- WorldCat: E39PBJmXFY9q4YTHYfY3rykbh3